# Франческо Реді
Франческо Реді (18 лютого 1626 — 1 березня 1697) — італійський фізик, натураліст, біолог і поет. Вважається «засновником експериментальної біології» і «батьком сучасної паразитології».Він був першою людиною, яка поставила під сумнів теорію спонтанного зародження, продемонструвавши, що опариші походять з яєць мух.
Отримавши ступінь доктора медицини та філософії в Пізанському університеті у 21 рік, він працював у різних містах Італії. Раціоналіст свого часу, він був критиком міфів, таких як спонтанне народження, та перевіряв їх за допомогою експерименту.
Найвідоміші експерименти Франческо Реді описані в його magnum opus «Esperienze intorno alla generazione degl'insetti» («Досліди породження комах»), опублікованому в 1668 році. Він спростував, що гадюки п'ють вино і можуть розбити келихи, а їхня отрута при ковтанні є отруйною. Він правильно зауважив, що зміїні отрути виробляються з ікл, а не з жовчного міхура, як вважалося раніше. Він також був першим, хто розпізнав і правильно описав деталі близько 180 паразитів, включно з Fasciola hepatica і Ascaris lumbricoides. Він також відрізняв дощових черв’яків від гельмінтів (наприклад, стьожаків, сисунів і аскарид). Ймовірно, він поклав початок використання наукового контролю, як основи в розробці експерименту в сучасній біології.
Збірка його віршів, вперше опублікована в 1685 році Bacco in Toscana («Вакх у Тоскані»), вважається одним з найкращих творів італійської поезії 17-го століття, за яку великий князь Козімо III нагородив його почесною медаллю.

## Біографія
Син Грегоріо Реді та Сесілії де Гінчі, Франческо Реді народився в Ареццо 18 лютого 1626 року. Його батько був відомим лікарем у Флоренції. Після навчання у єзуїтів Франческо Реді вступив до Пізанського університету, де він отримав ступінь доктора медицини та філософії у 1647 році у віці 21 року. Він постійно переїжджав до Риму, Неаполя, Болоньї, Падуї та Венеції і, нарешті, оселився у Флоренції в 1648 році. Тут він був зареєстрований у Collegio Medico, де він служив у суді Медічі як головний лікар і суперінтендант герцогського аптекаря. до Фердинанда II Медичі, великого герцога Тоскани та його наступника Козімо III. Саме тут було виконано більшість його академічних робіт, що принесло йому членство в Академії Лінчей. Він також був членом Accademia del Cimento (Академії експерименту) з 1657 по 1667 рік.
Він помер уві сні 1 березня 1697 року в Пізі, а його останки були повернуті в Ареццо для поховання.
Колекція його листів зберігається в Національній медичній бібліотеці в Бетесді, штат Меріленд.

## Кар'єра науковця

### Експериментальна токсикологія

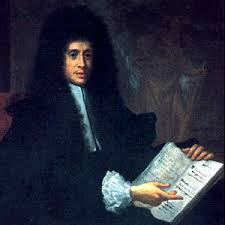
Доктор Реді.

У 1664 році Реді написав свою першу монументальну роботу Osservazioni intorno alle vipere (Спостереження за гадюками) своєму другові Лоренцо Магалотті, секретарю Академії дель Сіменто. У цьому він почав руйнувати поширені наукові міфи (які він назвав «розкриттям неправди»), наприклад, гадюки п’ють вино і розбивають келихи, їх отрута токсична, якщо проковтнути, голова мертвої гадюки є протиотрутою, отрута гадюки – рідина яка виробляється у жовчному міхурі і так далі. Він скоріше пояснив, що зміїна отрута не пов’язана з укусом змії, що суперечило б поширеній думці. Він провів серію експериментів щодо наслідків укусів змій і продемонстрував, що отрута була отруйною лише тоді, коли вона потрапляла в кров через укус, і що ікло містить отруту у вигляді жовтої рідини. Він навіть показав, що, наклавши тугу пов'язку перед раною, можна запобігти проходженню отрути в серце. Ця робота поклала початок експериментальній токсикології/токсинології.

### Ентомологія і спонтанне зародження
Реді найбільш відомий своєю серією дослідів, опублікованих у 1668 році під назвою Esperienze intorno alla generazione degl'insetti (Досліди з породження комах), яка вважається його шедевром і віхою в історії сучасної науки. Книга є одним із перших кроків у спростуванні «спонтанного зародження» — теорії, також відомої як арістотелівський абіогенез. У той час панувала мудрість, що опариші виникли спонтанно від гнилого м’яса.
Реді взяв шість банок і розділив їх на дві групи по три: В одному досліді в першу банку кожної групи він поклав невідомий предмет; у другому — мертва риба; в останню чергу сирий шматок телятини. Верхівки першої групи банок Реді накрив дрібною марлею, щоб в неї потрапляло тільки повітря. Іншу групу він залишив відкритою. Через кілька днів він побачив, що на предметах у відкритих банках, на які змогли приземлитися мухи, з’явилися опариші, але не в закритих марлею банках. У другому досліді м’ясо зберігали в трьох банках. Одну з банок відкрили, а дві банки накрили, одну пробкою, а іншу марлею. Мухи могли проникнути тільки в незакриту банку, і в ній з'явилися опариші. У банку, накритому марлею, на марлі з'явилися опариші, але вони не вижили.
Реді продовжив свої експерименти, захоплюючи опаришів і чекаючи, поки вони перетворяться на мух. Крім того, коли мертвих мух або опаришів клали в герметичні банки з мертвими тваринами або телятиною, опариші не з’являлися, але коли те ж саме робили з живими мухами, опариші з’являлися. Добре знаючи долі відвертих мислителів, таких як Джордано Бруно та Галілео Галілей, Реді обережно висловлював свої нові погляди у спосіб, який не суперечив б теологічній традиції Церкви; отже, його інтерпретації завжди ґрунтувалися на біблійних уривках, як-от його знамените прислів’я: omne vivum ex vivo («Все життя походить від життя»).

### Паразитологія
Реді був першим, хто описав ектопаразитів у своїй Esperienze intorno alla generazione degl'insetti. Його помітні ілюстрації в книзі — це ті, що стосуються кліщів, зокрема оленячих і тигрових кліщів; він також містить перше зображення личинки Cephenemyiinae, носових мух оленів, а також овечого печінкового сосальщика (Fasciola hepatica). Його наступний трактат 1684 року під назвою Osservazioni intorno agli animali viventi che si trovano negli animali viventi (Спостереження за живими тваринами, які є в «Живих тваринах») зафіксував описи та ілюстрації понад 100 паразитів. У ньому він також розрізняє дощового хробака (загалом вважається гельмінтом) і Ascaris lumbricoides, людського круглого хробака. Важливим нововведенням у книзі є його експерименти з хіміотерапії, в яких він використовував «контроль», основу експериментального дизайну в сучасних біологічних дослідженнях [2][4][20]. Він описав близько 180 видів паразитів. Мабуть, найбільш значущим його спостереженням було те, що паразити виробляють яйця і розвиваються з них, що суперечило поширеній думці, що вони утворюються спонтанно.

### Літературна кар'єра
Як поет, Реді найбільш відомий дифірамбом «Бакко в Тоскані» («Вакх у Тоскані»), який вперше з’явився в 1685 році. Його вакханальна поема на прославлення тосканських вин досі читається в Італії й сьогодні. Був прийнятий до двох літературних товариств: Аркадської академії та Академії делла Круска. Він був активним членом Crusca і підтримував підготовку тосканського словника. Він викладав тосканську мову як lettore pubblico di lingua toscana у Флоренції в 1666 році. Він також написав багато інших літературних творів, включаючи свої «Листи» та «Arianna Inferma» [9].